# Миловидность

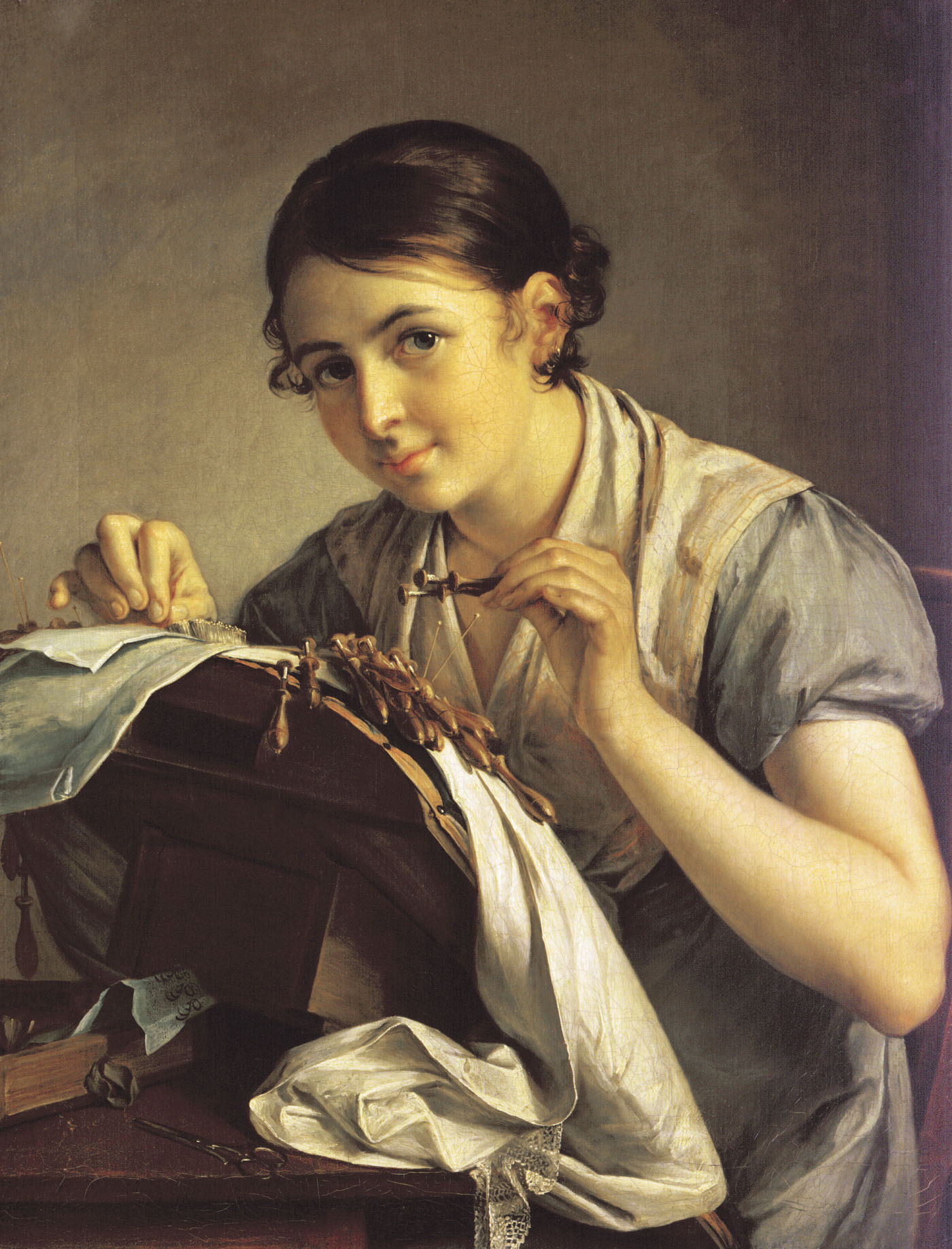
Миловидная девушка с грациозными движениями. В. А. Тропинин. «Кружевница»

Милови́дность — субъективный термин, описывающий тип привлекательности, обычно ассоциируемый с приятными чертами лица.
Казаться милыми, умилительными могут как живые, так и неживые предметы.
По теории австрийского зоолога Конрада Лоренца, миловидность детей человека и детёнышей животных играет важную роль в обеспечении выживания вида, поскольку вызывает желание заботиться о потомстве. Лоренц разработал концепцию детскости в чертах лица и форме тела (нем. Kindchenschema, киндхенсхе́ма), выделив набор особенностей, которые делают существо милым и таким образом эмоционально мотивируют взрослых на нежное и материнское к нему отношение и ухаживание.

## Понятие миловидности
Миловидность - это гармоничное, приятное с эстетической точки зрения соотношение всех частей лица. В отличие от красоты, миловидность не связана с идеальными пропорциями и симметрией, по содержанию она ближе к понятию "обаяние", учитывает подвижность и включает не только приятные черты лица, но и причёску, манеру говорить, мимику, жестикуляцию и другие элементы внешности и поведения.
Понятие миловидности также может охватывать особенности поведения и эмоционального состояния. Как писали в конце XIX века в книге «Хороший тон» (С.-Петербург, Издание Германа Гоппе, 1881 г.), «истинная миловидность не может быть ни выучена, ни преподаваема, это есть произведение настоящей, чистой, детской натуры, преображенное, усовершенствованное воспитанием выражение прекрасной души».

## Детская миловидность
По мнению Дуга Джонса, приглашенного научного работника в области антропологии Корнеллского университета, пропорции лица меняются с возрастом из-за возрастных изменений в твердой и мягкой ткани. Молодые животные отличаются от взрослых пропорционально меньшим носом, более высоким лбом и бо́льшими глазами. Если говорить о твёрдых тканях, у детёнышей сильно растёт мозговой отдел черепа, в то время как кости носа и части черепа, связанные с жевательной функцией, максимальной скорости роста достигнут позже. Говоря о мягких тканях, Джонс объясняет, что хрящевые ткани ушей и носа продолжают расти на протяжении всей жизни человека, брови опускаются на надглазничный край и ниже (с позиции выше надглазничного края) где-то с возраста двадцати пяти лет, также с возрастом боковые стороны бровей провисают, из-за чего глаза кажутся меньше, а красная часть губ с становится тоньше из-за потери соединительной ткани.

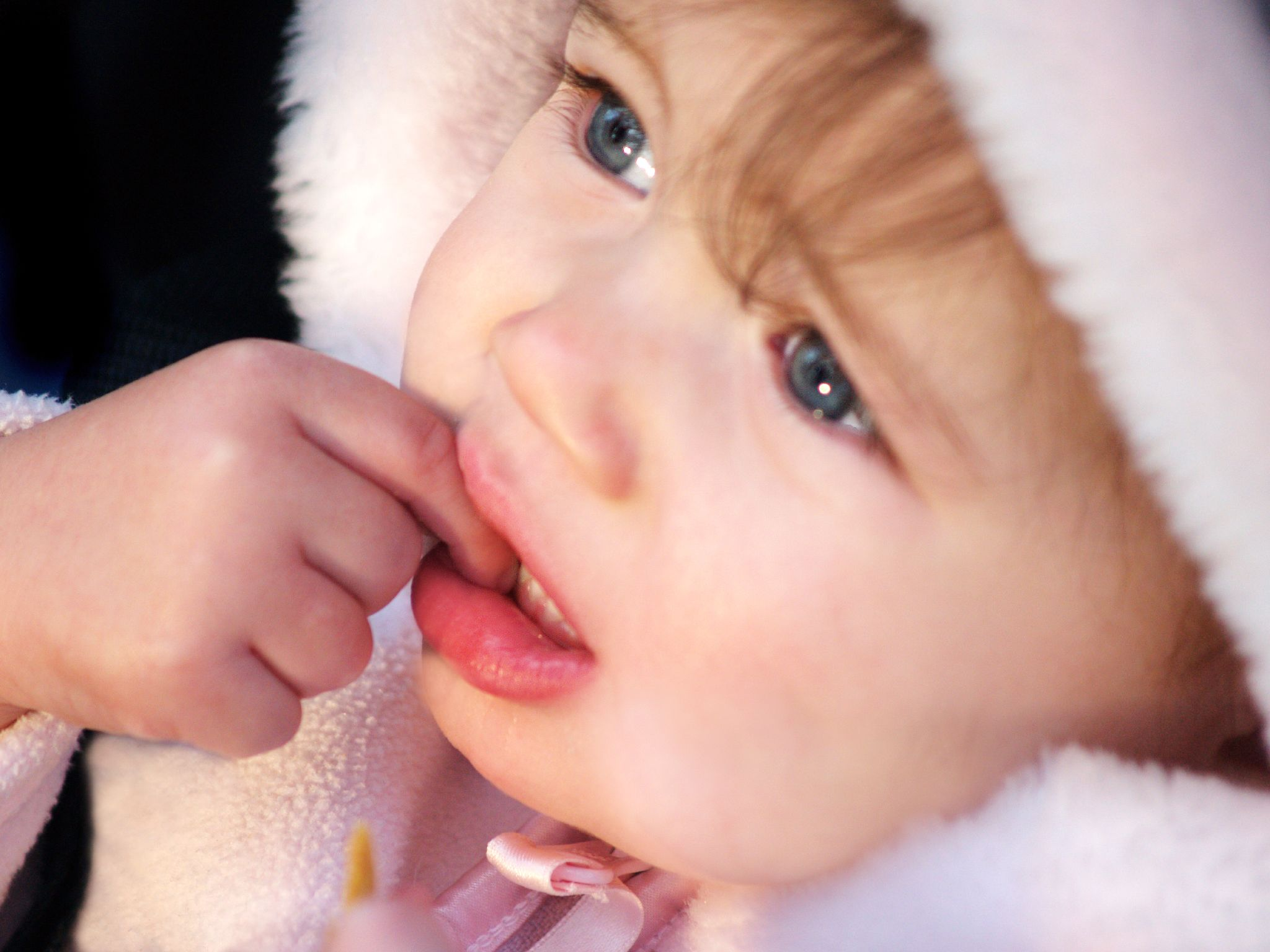
Дети имеют характерные черты лица, которые мотивируют в старших стремление защищать их

Изменение пропорций головы (в особенности относительных размеров верхней и нижней челюстей) с возрастом

Кьярелла Сфорца с соавторами исследовал европеоидных детей с севера Италии и выявил, что «привлекательные» дети имеют более «младенческую внешность», чем те, кого он в этом исследовании принял за «стандарт». У них «бо́льший лоб», ме́ньшие челюсти, «пропорционально бо́льшая и более выдвинутая вперёд нижняя челюсть», более широкое лицо, более плоское лицо и бо́льшие «переднезадние» размеры лица.

### Биологическая функция детской миловидности
Конрад Лоренц в 1949 году утверждал, что инфантильные черты запускают у взрослых материнский инстинкт и что это было эволюционной адаптацией, которая помогла обеспечить заботу родителей о своих детях, в конечном итоге гарантируя выживание вида. Несколько более поздних научных исследований предоставили дополнительные свидетельства в пользу теории Лоренца. Например, было показано, что взрослые люди позитивно реагируют на детей, отвечающих стереотипам миловидности. Исследования также показали, что реакция на миловидность и привлекательность лица кажется одинаковой как внутри одной культуры, так и в разных культурах. А Стефан Хаманн из Университета Эмори выявил при помощи функциональной магнитно-резонансной томографии, что милые картинки вызывали повышение активности в орбитофронтальной (глазнично-лобной) коре головного мозга.